# Legio III Italica

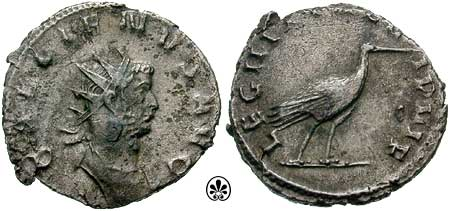
Munt van Gallienus, gewijd aan het Legio III Italica

Legio III Italica, voluit Legio Tertia Italica (Derde Italiaanse legioen), was een Romeins legioen opgericht door keizer Marcus Aurelius in 165 n.Chr. voor de campagne tegen de Marcomannen. III Italica was bestemd om te opereren aan het westelijke front bij de Donau. Het legioen had mogelijk al vanaf het begin de bijnaam "Concors" (harmonieus). Dit was met een goede reden: Marcus Aurelius regeerde samen met zijn broer (door adoptie) Lucius Verus en het was noodzakelijk dat de harmonie waarin zij samenwerkten werd benadrukt
Het symbool van III Italica was een ooievaar
Het is aannemelijk dat het legioen, samen met I Adiutrix en II Italica deel uitmaakte van een troepenmacht onder bevel van Publius Helvius Pertinax, de latere keizer. Deze troepenmacht moest de provincies Raetia en Noricum veilig stellen. In dezelfde periode bouwden manschappen van II en III Italica de stadsmuren van Salona (het tegenwoordige Split).
Samen met II Italica en I Adiutrix, heeft III Italica vanaf het begin in de Donauprovincies geopereerd om de invallen door de Marcomannen in Raetia en Noricum af te slaan. In 171 bouwden zij het kamp Castra Regina (Kasteel aan de rivier Regen), tegenwoordig Regensburg, dat ontworpen was als een sterk, defensief kasteel.
Zoals alle Romeinse bases had het een roostervormige indeling, maar het was een echt kasteel met gigantische muren. Deze waren 8 meter hoog en 2 meter dik. Andere Romeinse bases waren meer "open", zodat de legioenen op elk moment uit konden marcheren. Regensburg was echter een defensieve constructie zoals deze in de vroege 4e eeuw gebruikelijk werd. Een in steen gebeitelde oorkonde ter gelegenheid van de bouw van het kasteel en gedateerd in het jaar 179, kort voor de dood van Marcus Aurelius, is thans nog in het stedelijk museum van Regensburg te bewonderen.
In de burgeroorlog van 193 steunde het legioen Septimius Severus en hielp hem zijn opponenten te verslaan, eerst Pertinax en Didius Julianus, daarna Pescennius Niger en Clodius Albinus. Hun trouw liep door tot Severus' opvolger, keizer Caracalla, voor wie zij in 213, samen met VIII Augusta en XXII Primigenia, vochten in een campagne tegen de Alemannen.
Vanaf het moment dat het cognomen Gordianus werd vastgelegd waren vexillatio's (eenheden) van het legioen betrokken bij keizer Gordianus III's campagne tegen de Sassaniden in 243-244.
Als deel van het krachtige Donauleger was III Italica regelmatig betrokken bij de interne strijd om de macht in de 3e eeuw. Het legioen vocht voor Gallienus tegen zijn rivaal Postumus en verdiende hiermee de cognomina VI Pia VI Fidelis en VII Pia VII Fidelis (7 maal trouw, 7 maal toegewijd). De basis van III Italica was nog altijd Regensburg, maar het maakte deel uit van de campagne onder keizer Aurelianus tegen koningin Zenobia van Palmyra in 273.
Een vexillatio van het legioen, een comitatensis (veldeenheid), wordt genoemd in de Notitia Dignitatum als nog aanwezig in Castra Regina en de Donauprovincies in het begin van de 5e eeuw.